# Jesús (Tortosa)
La població de Jesús, és una entitat municipal descentralitzada de Tortosa. El 2019 tenia 3.748 habitants.

## Geografia

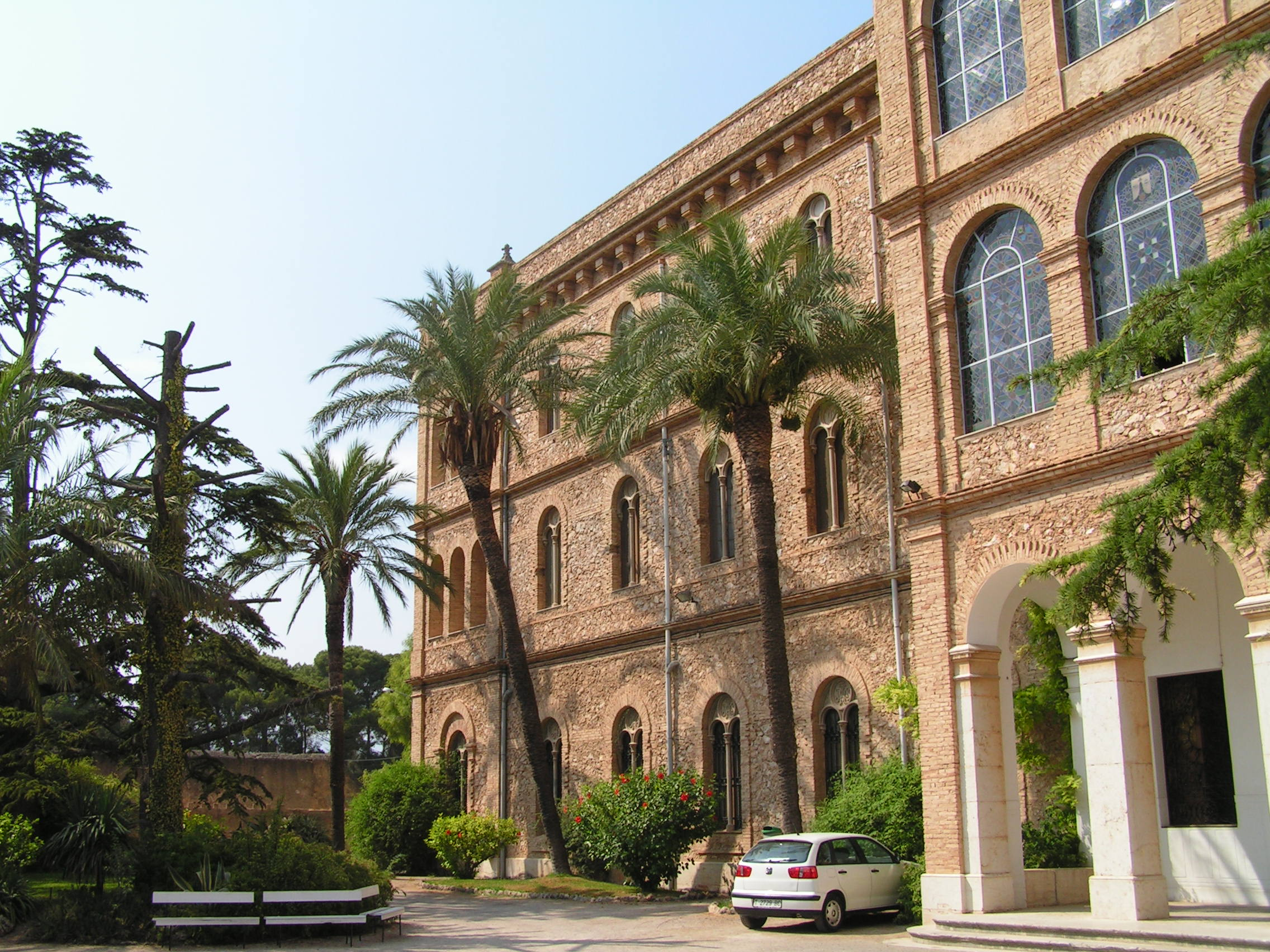
Convent de les Teresianes, a Jesús

Jesús es troba en posició contigua al municipi de Roquetes; abraça el marge dret de l'Ebre, del qual està separada pel canal de la Dreta de l'Ebre.
A la població de Jesús, de nom tan evocador, s'hi han concentrat tradicionalment comunitats religioses, com les dels franciscans, els jesuïtes o les carmelites. Avui, a més, és la seu de la Casa Mare de les Germanes de la Consolació i de les Teresianes, ambdues congregacions fundades a Tortosa i de les quals Jesús guarda la casa museu dels seus respectius fundadors: Rosa Maria Molas i Enric d'Ossó.
L'any 1994 va constituir-se en entitat municipal descentralitzada (EMD) de Tortosa.
| 1991 | 1994 | 1995 | 1996 | 2001 | 2003 | 2005 | 2007 | 2011 | 2019 |
| ---- | ---- | ---- | ---- | ---- | ---- | ---- | ---- | ---- | ---- |
| 3383 | 3383 | 3496 | 3577 | 3513 | 3594 | 3773 | 3785 | 4100 | 3748 |

## Símbols

### Bandera
La seva bandera actual va ser aprovada el 21 de gener de 2011 i publicada en el DOGC el 9 de febrer del mateix any amb el número 5814. La seva descripció és aquesta: "Bandera apaïsada, de proporcions dos d'alt per tres de llarg, verd fosc, amb un pal blanc, de gruix 2/9 de la llargària del drap al vol, i amb una banda de gruix 1/6 de l'alçària del mateix drap, groga a la meitat superior i blanca a la inferior, a la part verda".

### Escut
L'escut oficial de Jesús té el següent blasonament: Escut caironat: de sinople, una sénia i una mola d'argent acostades i acompanyades al cap d'una torre oberta d'or.
La composició està formada per un escut caironat (escut quadrat recolzat sobre una de les arestes), que és la forma adoptada a Catalunya per al disseny oficial dels escuts cívics. El camper és de color verd (sinople), sobre el qual hi ha una sínia i una mola de color blanc (argent) posades de costat (acostades) i acompanyades a la part superior de l'escut (al cap) per una torre de color groc (or).
Va ser aprovat el 28 d'octubre del 2009 i publicat al DOGC núm. 5500 del 6 de novembre del mateix any; l'expedient d'adopció de l'escut municipal havia estat iniciat per l'Ajuntament el 19 de febrer del 2009. La Junta Veïnal de Jesús va assumir com a senyal representatiu un escut que simbolitzés «l'origen agrícola i la confluència de les tradicions culturals cristiana, àrab i jueva» en els inicis de la localitat. El camper de sinople fa referència a les oliveres i l'horta característics del terme, amb la sénia i la mola com a símbols del seu potencial agrícola, i la torre és el senyal tradicional de Tortosa, ciutat històricament lligada al poble de Jesús, de la qual depèn administrativament. Com és norma en tots els escuts de les entitats municipals descentralitzades, el de Jesús no porta corona.
Fins a l'oficialització l'any 2009, l'entitat municipal descentralitzada de Jesús utilitzava un emblema o segell que presentava els mateixos elements que l'actual, si bé sense tenir una forma heràldica. Estava compost per una mola de molí en la qual s'hi podia llegir JESÚS amb una torre acoblada al darrere a la part superior. Sobre el tot, hi havia mig arc de sénia amb tres àmfores.

## Patrimoni arquitectònic

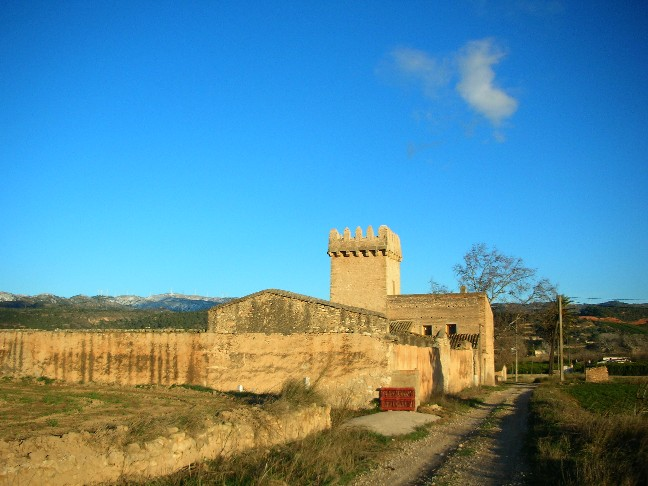
La Torre del Prior. Al fons la Serra del Boix.

El nucli sorgí al voltant d'un convent de franciscans que hi fou fundat l'any 1429, anomenat el convent de Jesús (d'on deriva el nom del poble). L'església del convent, que fou reedificada a la segona meitat del segle xviii, és l'actual església parroquial de Sant Francesc, d'estructura barroca i ornamentació rococó a les voltes de les tres naus i a la cúpula central.
A la mateixa partida i al costat de la carretera C-12, prop del terme d'Aldover, hi ha la torre d'en Corder, que sembla que existia ja en època ibèrica; la construcció actual és de planta quadrada, no conserva els merlets i la porta és de mig punt, adovellada.
A tramuntana de Jesús, molt a prop, hi ha la torre d'en Pinyol o del Prior, conjunt d'edificacions amb una torre medieval quadrada reforçada a la part superior per matacans emmerletats.
Una institució important de Jesús és l'Hospital de la Santa Creu, antiga casa de beneficència fundada per ordre reial el 1796. Actualment, acull una de les millors llars d'avis de Catalunya.
Hi ha, també, el noviciat de Nostra Senyora de la Consolació, autoritzat el 1858, on destaca la capella, neo-romànica, decorada amb pintures de Josep Artigas.
Finalment, el convent de les Carmelites Descalces, fundat el 1877, amb una església d'estil neomedieval.
A la plaça de la Immaculada hi ha la pèrgola, de construcció recent, que forma part del projecte de rehabilitació de l'antic col·legi de la Immaculada convertit en seu de les oficines de l'EMD.

## Esports
En l'àmbit esportiu, destaca el Club Fútbol Jesús Catalònia, amb el primer equip d'aquest club a la categoria de Tercera Territorial (Tercera Divisió Catalana) i el filial a Quarta Territorial.

## Fira
A Jesús es fa la fira tradicional cada dimecres.

## Fira de l'oli de les Terres de l'Ebre i de la Garrofa

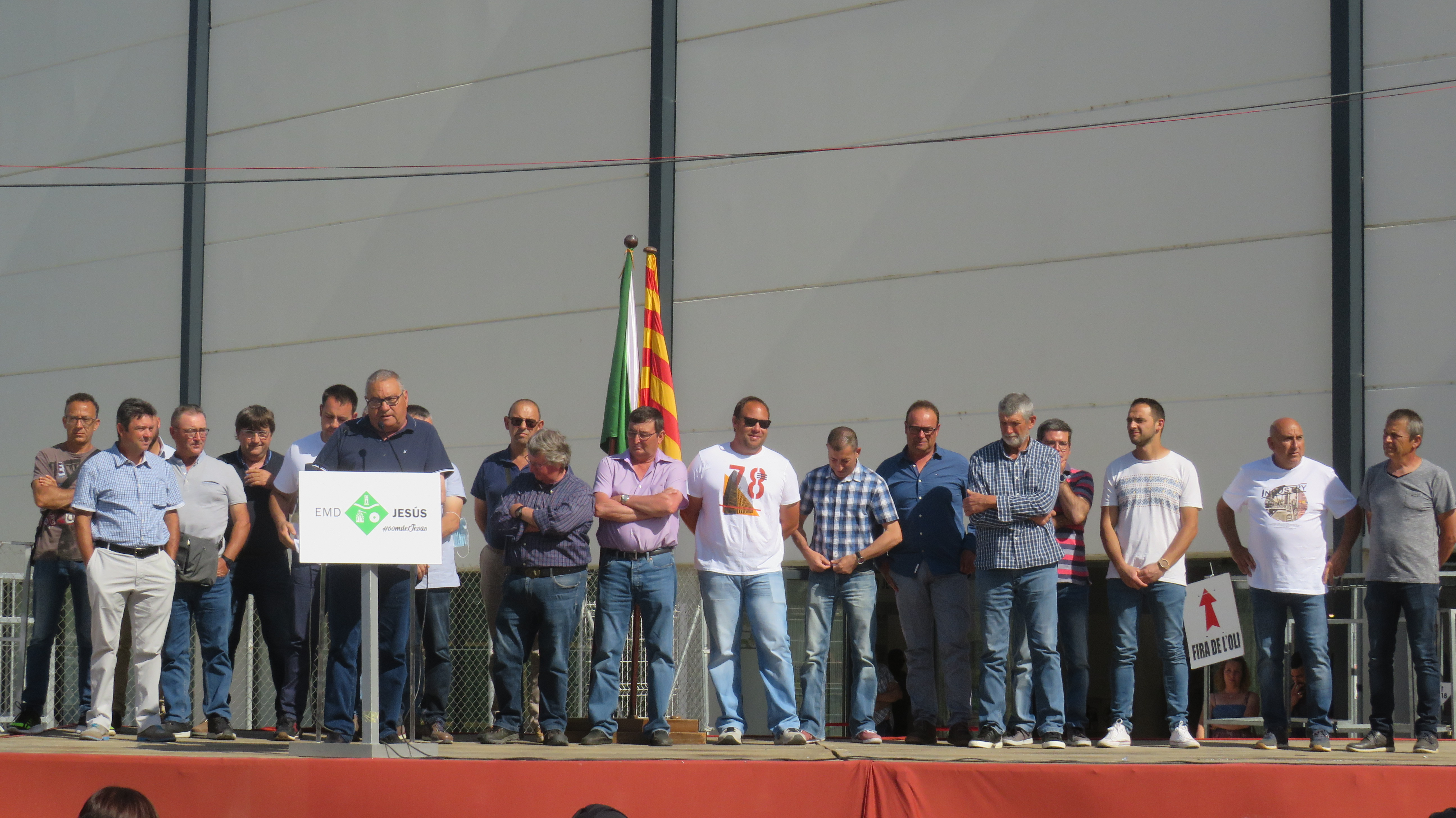
Inauguració de la XXVII Fira de l'Oli de les TTEE i VI de la Garrofa.

A Jesús és molt tradicional l'oli, per això s'hi celebra la festa de la "Fira de l'oli de les Terres de l'Ebre i de la Garrofa". S'hi fan concursos com llançar pinyols, recollir olives, allioli... entre altres concursos. Generalment, les cooperatives o les botiges d'oli o de qualsevol cosa que tingui relació amb l'oli, hi posen una parada. Es donen mostres d'oli amb pa, o també es posen parades infantils o de menjar o d'oci. Habitualment es realitzava l'última setmana de febrer, però, des de la pandèmia, es realitza la segona setmana de maig.

## Equipaments Municipals
- Institut-Escola Daniel Mangrané. Situat a la carretera de Jesús-Roquetes es troba l'actual l'institut escola «Daniel Mangrané», originàriament únicament col·legi.
- Biblioteca Punt-Jove
- Col·legi d'Educació Especial «Sant Jordi»
- Camp de futbol
- Piscines –inaug. 2011– i pavelló esportiu (2019)
- Consultori mèdic local, escola de música i mercat (edifici polivalent)
- Laboratori Comarcal
- Tanatori municipal
- Cementiri